# Comuna Korosne, Peremîșleanî
Korosne (în ucraineană Коросне) este o comună în raionul Peremîșleanî, regiunea Liov, Ucraina, formată din satele Korosne (reședința), Mijhirea, Sîvorohî și Zatemne.

## Demografie
Componența lingvistică a comunei Korosne
     Ucraineană (99,6%)
     Alte limbi (0,4%)
Conform recensământului din 2001, majoritatea populației comunei Korosne era vorbitoare de ucraineană (99,6%), existând în minoritate și vorbitori de alte limbi.